# Danmarks Adresseregister
Danmarks Adresseregister (DAR) er det officielle register over alle danske adresser. Oplysninger i registeret vedligeholdes af kommunerne, og det centrale it-system drives af Styrelsen for Dataforsyning og Effektivisering.
Data fra adresseregisteret stilles frit til rådighed via Datafordeleren samt AWS Suiten.
Danmarks Adresseregister blev etableret ved adresseloven fra 2017 som led i Grunddataprogrammet.

## Begreber i registeret
Alle veje er repræsenteret i registeret som en navngiven vej, der består af et vejstykke for hver kommune, vejen løber gennem. En navngiven vej består således af netop ét vejstykke, medmindre den krydser en kommunegrænse.
Et vejstykke har en firecifret vejkode, der er unik inden for den enkelte kommune. Kommunekode og vejkoden udgør tilsammen en hyppigt anvendt identifikator for det enkelte vejstykke.
Der findes ikke to veje med samme navn inden for samme postnummer. Denne regel blev indført i forbindelse med kommunalreformen i 2007 og medførte, at en række postnumre og gadenavne måtte ændres. Ved navngivning af nye veje gælder desuden, at næsten enslydende navne ikke må anvendes inden for samme postnummer eller inden for en radius af 15 km.
Ved navnesammenfald indenfor et postnummer har man tidligere anvendt supplerende bynavn, eksempelvis navnet på den landsby, som vejen ligger i, for at sikre entydighed. De supplerende bynavne indgår stadig i de officielle adresser. Ved adressering angives det supplerende bynavn på en separat linje over linjen med postnummer og by.
Der sondres mellem adresser og adgangsadresser. Adgangsadressen er identificeret ved vej, husnummer, evt. supplerende bynavn og postnummer. En adresse er identificeret ved en adgangsadresse og derudover evt. etage, side og dør. Lejligheder i samme opgang i en etageejendom vil således have hver deres adresse men samme adgangadresse. For eksempelvis et parcelhus vil adgangsadressen og adressen være identiske.

## Ekstern henvisning
- Om Danmarks Adresseregister hos Styrelsen for Dataforsyning og Effektivisering